# Мадарьяга, Хулен
Хулен Керман Мадарьяга Агирре (исп. и баск. Julen Kerman Madariaga Agirre; 11 октября 1932 — 5 апреля 2021) — испанский политик.

## Биография
Хулен Мадарьяга основал баскскую террористическую организацию ЭТА (Euzkadi Ta Azkatasuna — «Страна басков и свобода») 31 июля 1959 года, чтобы добиться независимости Страны басков. Кроме него в организацию входили ещё 3 человека.
В конце 1970-х Хулен стал активным членом партии «Батасуна» — это политическое крыло ЭТА. Но после очередного теракта вышел из партии в 1995 году.
Политик пришёл к выводу, что необходимо отказаться от борьбы с помощью насилия. В 2000 году вступил в партию «Аралар», которая поддерживала идею независимости Страны басков, но подчёркивала, что достигнуть её необходимо только мирными средствами.
В 2011 году в ЭТА произошёл переломный момент, они объявили отказ от вооружённой борьбы. В 2018 году прекратили своё существование. За время существования жертвами ЭТА стали 858 человек. 6 апреля после продолжительной тяжёлой болезни он скончался.